# 段进 (北魏)
段进，北魏初期将领，他的籍贯不详。
魏太武帝初年，段进为白道守将。柔然可汗大檀入塞，围攻白道，段进力屈被擒。抗声大骂柔然，于是被杀。太武帝怜悯他，追赠段进为安北将军，赐爵显美侯，谥号庄。